# إلسا بيرنشتاين
إلسا بيرنشتاين (بالألمانية: Elsa Bernstein)‏ هي كاتِبة ألمانية ونمساوية، ولدت في 28 أكتوبر 1866 في فيينا في النمسا، وتوفيت في 2 يوليو 1949 في هامبورغ في ألمانيا.

## وصلات خارجية
- إلسا بيرنشتاين على موقع ميوزك برينز (الإنجليزية)
- إلسا بيرنشتاين على موقع قاعدة بيانات برودواي على الإنترنت (الإنجليزية)
- إلسا بيرنشتاين على موقع ديسكوغز (الإنجليزية)

ناجون من معسكر اعتقال داخاو